# Jaudrais
Jaudrais é uma comuna francesa na região administrativa do Centro, no departamento Eure-et-Loir. Estende-se por uma área de 15,33 km². Em 2010 a comuna tinha 424 habitantes (densidade: 27,7 hab./km²).